# فرشتگان کوکی
«فرشتگان کوکی» (به انگلیسی: Clockwork Angels) آلبومی از راش است که در سال ۲۰۱۲ میلادی منتشر شد.